# Mikhaïl Ostrekine
Mikhaïl Iemelianovitch Ostrekine (en russe : Михаил Емельянович Острекин), né le 23 mai 1904 à Kozlovka dans l'oblast de Smolensk et mort le 13 mars 1977 à Saint-Pétersbourg, est un géophysicien russe. 
Chef du département de géophysique arctique de l'Institut de recherche sur l'Arctique et l'Antarctique de la Direction générale de la Route maritime du Nord, Héros de l'Union soviétique, on lui doit plus de 80 ouvrages.

## Biographie
Il nait dans le village de Kozlovka dans l'oblast de Smolensk dans une famille paysanne. En 1921, il est diplômé du département ouvrier de l'Institut polytechnique de Smolensk et, un an plus tard, de la première année de cet institut. Il vit à Léningrad d'octobre 1925 à mai 1926, où il étudie à l'université d'État. Il travaille aussi comme observateur principal à l'Observatoire magnétique de Slutsk (Pavlovsk).
En juin 1926, il est enrôlé par la Direction hydrographique de la Marine au sein du personnel de l'Observatoire géophysique polaire de Nouvelle-Zemble (station Matochkin Shar), où il travaille comme géophysicien-magnétologue jusqu'en octobre 1927. De retour de l'hiver, il poursuit ses études à la Faculté de physique et de mathématiques de l'université d'État de Léningrad, dont il sort diplômé en mars 1930.
D'avril 1930 à avril 1931, il est employé par l'Institut hydrologique d'État. En tant que superviseur de travaux et chef d'une équipe d'études hydrologiques, il effectue des observations hydrologiques en Asie centrale. En 1930, il participe au relevé magnétique général de l'URSS et, en 1934-1938, travaille aux expéditions de la Direction principale de la route maritime du Nord.
À partir de 1939, il est employé de l'Institut de recherche sur l'Arctique et l'Antarctique de l'Institution d'État de la Route maritime du Nord. En 1941, il participe à une expédition aérienne à bord de l'avion soviétique N-169 dans la région du pôle Nord, sur une partie totalement inexplorée de l'Arctique central.
Il dirige à partir de 1942 le département de géophysique et, en 1946, soutient sa thèse de doctorat.
Il est directeur scientifique des expéditions aériennes à haute latitude — « Sever-2 », « Sever-4 », « Sever-5 », « Sever-6 », « Sever-7 » et « Sever-8 », qui étudient le bassin arctique, dont le pôle Nord, la mer de Beaufort, les zones océaniques proches de l'Alaska, du Canada et du Groenland, découvre la dorsale de Lomonossov et l'anomalie magnétique Canada-Taimyr. Le 23 avril 1948, Pavel Afanasievitch Gordienko, Pavel Senko (en), Mikhaïl Somov et lui sont transportés en avion jusqu'au pôle Nord. Le même avion les ramènent. Ils sont alors considérés comme les premiers humains au monde à avoir visité le point exact du pôle Nord avec une certitude absolue.
Il participe dès 1959 à l'exploration de l'Antarctique et, dans le cadre de la 3e expédition antarctique soviétique, devient chef de l'équipe géophysique, puis chef du département de recherche antarctique de l'Institut de recherche sur l'Arctique et l'Antarctique de l'État.
Il meurt le 13 mars 1977 à Léningrad. Il est enterré au cimetière Bolcheokhtinsky à Saint-Pétersbourg.